# Tarjebus
La tarjebus en el tipo de tarjeta inteligente que permite abonar los viajes en diferentes colectivos del transporte público de pasajeros de las líneas del Gran Corrientes y líneas del Gran Resistencia, de las ciudades capitales y alrededores de las provincias de Corrientes y del Chaco, respectivamente, en Argentina.
Dependiendo del origen, las tarjetas “tarjebus” también se pueden utilizar en las líneas interurbanas de colectivos “Chaco-Corrientes”:
- TICSA (Tarjebus)
- ATACO NORTE (Tarjebus Chaco)

En 2015, el gobierno argentino anunció que comenzará a implementar el Sistema Único de Boleto Electrónico (SUBE) en capitales de provincias, municipios y ciudades con más de 200.000 habitantes de todo el país.

## Área abastecida

### Corrientes
- Gran Corrientes
  - Ciudad de Corrientes
  - Barrio Esperanza
- Riachuelo
- Laguna Brava
- San Cayetano
- Santa Ana de los Guácaras

### Chaco
- Gran Resistencia
  - Ciudad de Resistencia
  - Barranqueras
  - Fontana (Chaco)
  - Puerto Vilelas
- Barrio San Pedro Pescador y Puerto Antequera
- Puerto Tirol

## Boleto estudiantil gratuito
El boleto gratuito para estudiantes se implementa tanto en la municipalidad de Corrientes como en la Provincia del Chaco.
En Corrientes recibe el nombre de “Yo Voy” y es compatible con la Tarjebus.
En el Chaco, recientemente se implementó el boleto estudiantil gratuito para estudiantes del nivel terciario y universitario en la municipalidad de Resistencia, y para los niveles restantes y para el resto de la provincia a cargo del gobierno provincial.

## Reemplazo
La tarjeta SUBE reemplazará a Tarjebus y llegará a las ciudades de Resistencia y Corrientes, como lo anunció el Ministerio del Interior y Transporte, que publicó la resolución 1535/2014 en el Boletín Oficial para implementar el SUBE en todo el país.

## Críticas
- La incompatibilidad entre las tarjetas de Tarjebus y Tarjebus Chaco, sólo se puede utilizar en la respectiva provincia.
- No se puede realizar carga virtual a través de la banca electrónica, es decir, no se puede realizar recargas a través de medios integrados a la Red Link:
  - cajeros automáticos correspondientes a bancos adheridos,
  - home banking y
  - dispositivos móviles que cuenten con la aplicación Link Celular.[5]

## Sistemas similares
- En Argentina:
  - Bahía Blanca: Tarjeta Bahía Urbana
  - Caleta Olivia y Ushuaia: Tarjeta Operadora Santa Fe
  - Comodoro Rivadavia: Tarjeta Ya! Monedero Electrónico. Transporte Patagonia Argentina
  - Córdoba: Tarjeta Red Bus
  - Mar del Plata: Tarjeta El Libertador
  - Mendoza: Tarjeta Red Bus Mendoza
  - Posadas: Tarjeta SUBE Misionero
  - Río Gallegos: Tarjeta Taisur
  - Rosario: Tarjeta sin Contacto (TsC)
  - Salta: Tarjeta SAETA
  - San Martín de los Andes: Tarjeta Colonia Exprés
  - Santa Fe: Tarjeta Transporte Urbano Ciudad de Santa Fe
  - Tucumán: Tarjeta Ciudadana

- En el resto del mundo:
  - Ciudad de Guatemala: Tarjeta SIGA.
  - Hong Kong: Tarjeta Octopus
  - Lima: Tarjeta Lima Pass
  - Londres: Tarjeta Oyster
  - Madrid: Abono Transportes
  - México, D. F.: Metrobús Card
  - Montevideo: Tarjeta STM
  - Río de Janeiro: Bilhete Único RJ/RioCard
  - Santiago de Chile: Tarjeta bip!
  - São Paulo: Bilhete Único